# 魚沼市立広神西小学校
魚沼市立広神西小学校（うおぬましりつひろかみにししょうがっこう）は、新潟県魚沼市にある魚沼市立の小学校。魚沼市内では、西小と略されることが多い。

## 沿革
- 1980年（昭和55年）4月1日 - 開校（滝之又、小平尾、中条、下条の4小学校統合）
- 1980年（昭和55年）8月21日 - プール竣工（25ｍ×8コース）
- 2004年（平成16年）10月23日 - 新潟県中越大震災発生により、29 日まで臨時休校
- 2004年（平成16年）11月1日 - 魚沼市誕生により魚沼市立広神西小学校に改称
- 2005年（平成17年）10月 - 校舎・体育館・プール災害復旧工事
- 2011年（平成23年）9月 - 体育館耐震工事
- 2012年（平成24年）10月 - 2階・3階学年棟、１階教務室、体育館側トイレ耐震工事
- 2013年（平成25年）10月 - 特別教室棟耐震工事
- 2014年（平成26年）10月 - 低学年棟耐震工事
- 2018年（平成30年）8月 - 低学年棟 広神西よつばクラブ改修工事